# Isla Jarre
Isla Jarre (en francés: Île Jarre) es una isla al sur de Marsella, en el país europeo de Francia, enfrente del macizo del Marseilleveyre (massif du Marseilleveyre) donde reposan los restos del «Gran San Antonio» (Grand-Saint-Antoine) un buque que data de la época de la peste de Marsella.
Se trata de una isla estrecha, que está acompañada de otra isla cercana, la isla de Jarrón, en su extremo noroeste.